# Perolepis regularis
Perolepis regularis  (лат.) — вид морских многощетинковых червей семейства Polynoidae из отряда Phyllodocida..

## Распространение
Индийский океан (район Дар-эс-Салама, восточное побережье Африки). Тихий океан. Район Малайского архипелага, Тонкинский залив. Perolepis regularis встречается на глубинах — от 27 до 247 м.

## Описание
Длина тела до 15 мм при ширине — до 2 мм, длина параподий без щетинок — до 2 мм. Глаза крупные. Тело пигментированное со спинной стороны (светло-коричневое; брюшная сторона не окрашена), состоит не менее чем из 20-30 сегментов. Элитрофоры многочисленные, сильно вытянуты и не отличаются от циррофоров. Длина параподий равна ширине тела. На простомиуме одна пара антенн и глаза на омматофорах. Перистомальные усики с циррофорами. Простомиум разделён медиальным желобком на две части. Параподии двуветвистые. Все щетинки (сеты) простые
.